# 김민범 (1993년)
김민범(金旼範, 1993년 11월 22일~)은 대한민국의 미디어 콘텐츠 기업 대표이자 패션 디자이너이다. 제주특별자치도 출신으로, 과거에는 베리타공인중개사사무소 대표를 역임했으며, 현재는 제주의시간과 노브킴(NOV KIM) 사업체를 운영하고 있다.

## 생애
김민범은 제주제일고등학교를 졸업후 이탈리아 밀라노에 있는 마랑고니패션스쿨에서 패션 디자인을 공부했다. 그 이후 고향인 제주도에서 첫 커리어로 ‘NOVKIM’ 편집샵을 론칭하여, 한국에 알려져 있지 않지만 매력적인 브랜드(‘CAROL CHRISTIAN POELL’, ‘LABEL UNDER CONSTRUCTION’, ‘MAURIZIO AMADEI’ 등)를 소개했다. 이후 서울에서 하이엔드 브랜드 노브킴(NOV KIM)을 확장하여 론칭하여 디자이너로서의 이력을 더함과 동시에 베리타공인중개사를 설립하여 부동산 컨설턴트로서 사업영역을 확장하고 있다.